# 大葛里
大葛里是中華民國嘉義縣朴子市的一個里，東鄰仁和里，西北接大鄉里，南連佳禾里和鹿草鄉豐稠村，面積2.0254平方公里。原屬大槺榔地區的東半部，明永曆十九年（1665年）由塗遠招佃開墾，日治時期改為大槺榔大字，因人口多而於戰後被劃分為大鄉里和大葛里，村民以涂姓為主。